# Egyptian League of American Football 2014
La Egyptian League of American Football 2014 è stata la 1ª edizione del campionato di football americano di primo livello, organizzato dalla ELAF.

## Squadre partecipanti
| Club         | Città     | Stadio | Sponsor ufficiale |
| ------------ | --------- | ------ | ----------------- |
| Cairo Sharks | Il Cairo  |        |                   |
| GUC Eagles   | New Cairo |        |                   |
| Rehab Lions  | Il Cairo  |        |                   |

## Preseason

### Week 1
| 2 novembre 2013, ore 18:00 | GUC Eagles | 14 – 12 | Rehab Lions |  |

### Week 2
| 9 novembre 2013, ore 18:00 | Cairo Sharks | 26 – 0 | Rehab Lions |  |

### Week 3
| 23 novembre 2013, ore 19:00 | GUC Eagles | 6 – 12 | Cairo Sharks |  |

### Week 4
| 30 novembre 2013, ore 18:00 | Rehab Lions | ? – ? | GUC Eagles |  |

### Week 5
| 7 dicembre 2013 | Rehab Lions | ? – ? | Cairo Sharks |  |

### Week 6
| 14 dicembre 2013 | Cairo Sharks | ? – ? | GUC Eagles |  |

## I Pharaohs Bowl
| 8 maggio 2014 | Cairo Sharks | 16 – 12 | GUC Eagles |  |

## Verdetti
- Cairo Sharks Campioni dell'Egitto 2014